# Сятищки палеонтологически музей
Сятищкият палеонтологически музей (на гръцки: Παλαιοντολογικό Μουσείο της Σιάτιστας) е музей в град Сятища, Гърция.

## История
Експозицията на музея се състои от кости от бозайници от епохата на плейстоцена на неозоя и от черупки и фосили от пластинчатохрили и коремоноги. Колекцията е започната в 1902 година, когато в село Кинам в долината на Бистрица е намерена вкаменена бивна. По-нататъшни находки са направени през следващите години и заедно те съставляват палеонтологичната колекция в музея.
Музеят временно е прехвърлен в пансиона „Ципос“, докато тече реновацията на сградата, в която традиционно се помещава – гимназията „Трабадзис“, която пострадва при земетресение.
- Части от мамут
- Части от носорози и други бозайници